# Joachim Radkau
Joachim Radkau (n. 4 octombrie 1943, Oberlübbe, azi aparținând de comuna Hille din districtul rural Minden-Lübbecke, landul Renania de Nord - Westfalia, Germania) este un istoric german.

## Biografie
Radkau este fiul unui preot reformat. A studiat între anii 1963 - 1968 la facultățile de istorie din Münster, Berlin și Hamburg. Printre alții l-a avut profesor pe Fritz Fischer, de la care a cunoscut viața emigranților germani între anii 1933-1945. Din anul 1971 predă la Școala Superioară Pedagogică din Bielefeld. Între anii 1972 - 1974 Radkau a scris, împreună cu George W. F. Hallgarten, lucrarea Deutsche Industrie und Politik von Bismarck bis in die Gegenwart (Industria și politica germană de la  Bismarck până în prezent), unde sunt prezentate pasaje din al Doilea Război Mondial precum și critica politicii lui Konrad Adenauer privitoare la Reparations Agreement between Israel and West Germany (despăgubirile materiale plătite de Germania statului Israel), în urma Tratatului de la Luxemburg din septembrie 1952. În anul 1980 Radkau se reabilitează prin publicarea studiului Aufstieg und Krise der deutschen Atomwirtschaft (Dezvoltarea și criza economiei atomice germane). Radkau a ajuns profesor universitar la Universitatea din Bielefeld și s-a ocupat de istoria tehnicii și de protecțiea mediului. Studiază pădurea și istoria tehnologiei forestiere germnane precum și criza de lemn din secolele XVII și XIX, și publică o biografie a lui Max Weber.

## Opere
- Die deutsche Emigration in den USA. Ihr Einfluß auf die amerikanische Europapolitik 1933-1945. Düsseldorf 1971, ISBN 3-571-09190-6
- Împreună cu George W. F. Hallgarten: Deutsche Industrie und Politik von Bismarck bis heute. Frankfurt/Köln 1974, ISBN 3-499-17450-2
- Împreună cu Imanuel Geiss (editor): Imperialismus im 20. Jahrhundert. Gedenkschrift für George W. F. Hallgarten. München 1976, ISBN 3-406-06464-7
- Aufstieg und Krise der deutschen Atomwirtschaft 1945-1975. Verdrängte Alternativen in der Kerntechnik und der Ursprung der nuklearen Kontroverse. Reinbek 1983, ISBN 3-499-17756-0
- Împreună cu Ingrid Schäfer: Holz - Ein Naturstoff in der Technikgeschichte. Reinbek 1987, ISBN 3-499-17728-5
- Technik in Deutschland. Vom 18. Jahrhundert bis zur Gegenwart. Frankfurt/M. 1989, ISBN 3-518-11536-7
- Das Zeitalter der Nervosität. Deutschland zwischen Bismarck und Hitler. München 1998, ISBN 3-446-19310-3
- Natur und Macht. Eine Weltgeschichte der Umwelt. München 2000, ISBN 3-406-48655-X
- Mensch und Natur in der Geschichte. Leipzig 2002
- Max Weber. Die Leidenschaft des Denkens. München 2005, ISBN 3-446-20675-2